# Oracle Developer Suite
Oracle Developer Suite é um programa de criação de forms e reports da Oracle.
O programa apresenta ambiente avançado de desenvolvimento em C (linguagem de programação), C++, Fortran e Java (linguagem de programação) e oferece otimizações de compiladores e ferramentas de desempenho, segurança e análise de threads possibilitando escrever códigos para ambientes on-premise e Cloud em menos tempo.